# Club Atlético Barracas Central
El Club Atlético Barracas Central es un club de fútbol de Buenos Aires, Argentina. Fue fundado el 5 de abril de 1904 en el barrio de Barracas de Buenos Aires. Actualmente milita en la primera división de Argentina, en la que juega desde su ascenso en 2021. Su estadio es el Claudio Chiqui Tapia, con una capacidad de 12000 personas aproximadamente.

## Historia

### Primeros años
El club fue fundado el 5 de abril de 1904.
En 1911 se afilia a la Argentine Football Association, haciendo su debut en el torneo de segunda división, que desde aquel año correspondió a la tercera categoría, bajo el nombre de Villa Soldati. A mediados de 1912, en medio de la primera escisión del fútbol argentino, dejó la Asociación para afiliarse a la Federación Argentina de Football, siendo promovido a la segunda categoría. El 15 de diciembre de 1912 se enfrentó a Tigre, por la última fecha de la División Intermedia, en un partido relevante para la historia de este club. A partir de 1913 adquirió su actual denominación. En 1915 integró el Grupo B y se enfrentó a equipos como Argentinos Juniors y compartiendo la divisional con clubes como Gimnasia y Esgrima La Plata, que terminó siendo el campeón de Intermedia.

### El ascenso a Primera
En el torneo de 1917 hizo una buena campaña, donde quedó a dos puntos de Defensores de Belgrano, equipo que avanzó a la final y ascendió a Primera.
En el torneo de 1919, el equipo fue nuevamente partícipe de la disputa por el avance a las finales por el título y el ascenso en la zona Oeste junto a Vélez Sarsfield y Del Plata. Sin embargo, la disputa se vio truncada luego de la quita de puntos sufrida por el fortín, que culminó con una nueva escisión en el fútbol argentino y la expulsión de Barracas y Vélez. Constituida la nueva Asociación Amateurs de Football, Barracas fue incorporado a su División Intermedia, junto a Quilmes, Sportivo Buenos Aires y Ferro Carril Oeste, disputándose un torneo breve en los últimos meses del año. El 28 de diciembre, cerró su participación venciendo a Ferro y se consagró campeón por primera vez en su historia. En condición de campeón de Intermedia, se enfrentó en una final a la reserva de Racing, ganadora del torneo correspondiente, resultando triunfador. Finalizado el torneo, ascendió junto a los demás equipos a primera división.
Entre 1920 y 1930 (todavía en tiempos de amateurismo) Barracas Central militó en la primera división.
Desde 1931 hasta 1934, con los inicios del profesionalismo, Barracas Central quedó en la Asociación Argentina de Fútbol, donde continuaron compitiendo los clubes en forma amateur. En 1932 obtuvo el segundo puesto en el campeonato de dicha Asociación, logrando aquel año también consagrarse campeón de la reserva de primera división.

### Era profesional
A partir de 1935, con los torneos unificados y la AFA. ya estructurada, pasó a competir en la principal categoría del ascenso, llamada entonces segunda división.
En el campeonato 1987/88 el arquero Daniel Tremonti obtuvo el récord nacional de tiempo con la valla invicta al alcanzar 1131 minutos, superando el que poseía hasta ese momento el arquero Carlos Barisio.
Luego de consagrarse campeón de la Primera C en la temporada 2009/10, en el primer año en la nueva división, la temporada 2010-11 de la Primera B Metropolitana, Barracas cumplió una campaña excelente: séptimo puesto entre 22 equipos (51% de los puntos en juego), con victorias valiosas sobre equipos de notoria trayectoria en el ascenso y en primera división como Atlanta, que además fue el campeón del torneo, Platense y Nueva Chicago. Alcanzó a clasificar al octogonal que determinaba un lugar para lograr el ascenso a la B Nacional vía promoción, pero el empate 3 a 3 con Nueva Chicago en Mataderos significó la eliminación debido a la ventaja deportiva que tenía el local dada su mejor ubicación en la tabla general. En la temporada 2018-19 tras una excelente campaña en la Primera B Metropolitana y a falta de 8 fechas para el cierre del torneo, logró el ascenso a la Primera B Nacional, segunda categoría del fútbol argentino, tras la victoria 1-0 ante Acassuso. Este último campeonato fue obtenido con una diferencia de nueve puntos sobre el subcampeón y con el 71,05% de las unidades en disputa, producto de 23 triunfos, 12 empates y sólo 3 derrotas, todas de ellas como visitante, en 38 partidos.
El día 18 de agosto de 2019, el Guapo debuta en la categoría de plata del fútbol argentino ante Guillermo Brown de Puerto Madryn como local, ganándole 2-0 con goles de Mauro Matos y Fernando Valenzuela.

### Nuevo ascenso a Primera
El día 21 de diciembre de 2021, por la final del torneo reducido por el segundo ascenso de la Primera Nacional 2021, Barracas Central derrotó 5-4 por penales a Quilmes luego de empatar sin goles en los 90 minutos reglamentarios, logrando así el ascenso a la primera división del fútbol argentino para la siguiente temporada y regresando a la máxima categoría tras 88 años en los torneos de ascenso.
Curiosamente, al ascender, Barracas Central no podía jugar en su estadio debido a que no tenía mucha capacidad para fanáticos y estaba en pésimas condiciones. Por lo tanto, el Club Atlético Huracán (club con el que mantienen una buena relación) le dio la posibilidad a Barracas de jugar en su estadio, el Tomás Adolfo Ducó. De esta forma Barracas tendría un estadio para jugar como local en la Primera División.
El día 10 de febrero de 2022, el Guapo hace su estreno en la máxima categoría de manera profesional por la Copa de la Liga Profesional. Sin embargo, el debut terminó con sabor amargo, pues fue derrotado 3-1 por Central Córdoba en condición de visitante.
En agosto de 2022, el estadio Claudio Chiqui Tapia, campo de juego del club, fue habilitado por la AFA para jugar en la Primera División luego de aprovecharse de un vacío legal en el reglamento de la federación, que no contemplaba la prohibición de la asistencia del público visitante —impuesta posteriormente a la última reescritura del mismo—. Ese mismo mes se jugó el primer partido de Barracas Central en su estadio en la primera división nacional ante Defensa y Justicia. Finalizó aquella temporada en 17.º lugar con 53 puntos, manteniendo la categoría.

## Estadio
El estadio de Barracas Central, llamado estadio Claudio Chiqui Tapia, fue inaugurado en 1916 (llamado en ese entonces "Olavarría y Luna") es propiedad de Barracas Central. Se encuentra entre las calles Luna (detrás del lateral este del terreno del estadio), el Ferrocarril Belgrano (detrás de la tribuna principal), Lavarden (detrás del lateral oeste del terreno del estadio y de las instalaciones del club) y un galpón del ferrocarril (enfrente de la tribuna principal) en el barrio de Barracas en la ciudad de Buenos Aires. El estadio cuenta con una capacidad para 4.400 espectadores, una tribuna visitante para 1600 espectadores, una platea para 561 personas sentadas y 2239 para el socio o público local. Las dimensiones del campo de juego son 105 x 60 m.
En 2006 fue construida una tribuna totalmente de cemento para el público visitante, con capacidad para 600 espectadores (ascendiendo en total 1600) que en la actualidad es utilizada por la parcialidad local. En las tribunas destinadas a la parcialidad local se reforzaron las estructuras y fueron reemplazados todos los tablones de madera por escalones de cemento, respondiendo con estas reformas a la normas vigentes exigidas para los estadios de fútbol.
En 2011 el presidente Claudio Tapia quiere que el club siga creciendo desde lo institucional. Por eso, el sábado 5 de febrero de 2011 se inauguró una nueva platea (561 butacas) y un sector de prensa con 8 cabinas de transmisión con el fin de brindar mayor comodidad en un estadio que ya era un ejemplo en la Primera C, pero que requería obras para estar acorde a la Primera B. La construcción se realizó sobre el bufé y para conseguir parte del dinero, el presidente Tapia exigió y obtuvo el pago de los derechos de formación de Lucas Barrios, quien jugó en el Camionero desde 1999 hasta febrero del 2002. (El delantero fue vendido por el Colo-Colo de Chile al Borussia Dortmund de Alemania y participó con la selección del Paraguay en el Mundial de Sudáfrica 2010). Por su parte, la confitería cuenta con ventanales del frente que brindan una gran luminosidad dentro del salón restaurante y también con el revestimiento de porcelanato en el piso.
En 2022 se realizaron palcos detrás del arco que da a la calle Luna y, debajo de ellos, se construyeron sectores con plateas.
Actualmente, detrás del otro arco se está construyendo una tribuna que ocupará 60 metros de ancho y tendrá 40 escalones de alto, incluyendo dos troneras para el ingreso del público y 27 paravalanchas. Esta locación dará lugar a aproximadamente 5.800 personas.
El estadio lleva el nombre del dirigente y presidente desde el año 2008, tras la solicitud de algunos socios del club. Cabe destacar que en esta institución Claudio Tapia hizo las inferiores durante su juventud y llegó a jugar en el equipo de Primera.

### Instalaciones
Un campo de juego profesional sembrado y con riego artificial, que cuenta con tres vestuarios completos, todos con duchas, destinados al equipo local, al visitante y a los árbitros. Un campo de juego auxiliar sembrado, que también posee vestuarios completos con duchas, para uso del equipo local, el visitante y los árbitros. 
Gimnasio de complementos, una cancha vóleibol de arena, dos canchas de pádel, una cancha de básquetbol, una cancha de baby fútbol, dos piletas de natación descubiertas (una para mayores y otra para menores). Estacionamiento, utilería, baños para el público. Dos sectores de quinchos techados, con parrillas arboladas y piletones para lavado de vajillas, un restaurante para aquellos que prefieren ser servidos, un consultorio de primeros auxilios, un salón de actos y fiestas cerrado y un bufé.

## Uniforme
- Uniforme titular: Camiseta blanca con franjas verticales rojas. pantalón rojo y medias rojas.
- Uniforme alternativo: Camiseta negra, pantalón negro y medias negras.
- Tercer uniforme: Camiseta lila, pantalón lila y medias lilas.

### Evolución del uniforme
| 2010-2011 | 2011-2012 | 2012-2013 | 2013-2014 | 2014-2015 | 2016 | 2017 |  |

| 2017-2018 | 2018-2019 | 2019-2020 | 2020-2021 | 2021 | 2022 | 2023 |  |

| 2024 | 2025 |

### Indumentaria y patrocinadores
| Período       | Proveedor       |
| ------------- | --------------- |
| 1980-1986     | Texport         |
| 1986-1990     | Fulvence        |
| 1990-1992     | Reusch          |
| 1992-1993     | Nanque          |
| 1993-1995     | Bruni           |
| 1995-1997     | Taiyo           |
| 1997-1998     | D-Tap           |
| 1998-1999     | Bruni           |
| 1999-2000     | Sport 2000      |
| 2000-2001     | Cat's           |
| 2001-2002     | Dana            |
| 2002-2003     | Iponoo          |
| 2003-2005     | For Export      |
| 2005-2006     | Axel Sports     |
| 2006-2009     | For Export      |
| 2009-2011     | Meister         |
| 2011          | Erreà           |
| 2012          | Vi Sports       |
| 2012-2021     | Il Ossso Sports |
| 2021          | Hummel          |
| 2022-presente | Il Ossso Sports |

| Período       | Proveedor                                        |
| ------------- | ------------------------------------------------ |
| 1983-1984     | Cholito                                          |
| 1985-1986     | Lunaplast                                        |
| 1986-1990     | Fulvence                                         |
| 1990-1992     | Ninguno                                          |
| 1992-1993     | Inmobiliaria C&L                                 |
| 1993-1995     | Bruni                                            |
| 1995-1996     | Kiosco Azara                                     |
| 1996-1997     | Service Del Automotor                            |
| 1997-1998     | Ivess Barracas                                   |
| 1998-1999     | Bruni                                            |
| 1999-2000     | Café El Potosí                                   |
| 2000-2001     | Ninguno                                          |
| 2001-2010     | Asociación Mutual de Camioneros                  |
| 2010-2013     | Asociación Mutual de Camioneros La Nueva Seguros |
| 2013-2014     | Asociación Mutual de Camioneros Banco Ciudad     |
| 2014-2015     | Asociación Mutual de Camioneros                  |
| 2016-2017     | Asociación Mutual de Camioneros Secco            |
| 2017-2019     | Asociación Mutual de Camioneros La Nueva Seguros |
| 2019-2022     | La Nueva Seguros                                 |
| 2023          | La Nueva Seguros Sur Finanzas                    |
| 2024-presente | Sur Finanzas                                     |

## Clásicos y rivalidades

### Clásico barraqueño
El clásico rival de Barracas Central fue en sus inicios Sportivo Barracas, con el cual conformaron el clásico barraqueño. Dada la distancia de categorías en las últimas décadas y la ausencia de encuentros, este clásico perdió trascendencia.

### Clásico contra Deportivo Riestra
Otro de sus clásicos rivales es Deportivo Riestra. Contra el Malevo de Pompeya se enfrenta desde 1947 y dicho historial cuenta con 93 ediciones, siendo este uno de los duelos barriales más tradicionales y repetidos del Ascenso.
En dialogo con este medio, los historiadores Pablo Menéndez Portela (Riestra) y Gonzalo Chan (Barracas Central) señalaron que este clásico se jugó en 13 estadios distintos a lo largo de la historia.
2 de febrero de 2024, El Gráfico.

#### Tabla comparativa
- Actualizado hasta febrero de 2024.

| Observaciones               | -                              | -                                                    |
| --------------------------- | ------------------------------ | ---------------------------------------------------- |
| Nombre completo             | Club Atlético Barracas Central | Deportivo Riestra Asociación de Fomento Barrio Colón |
| Fecha de fundación          | 5 de abril de 1904             | 22 de febrero de 1931                                |
| Apodo                       | Guapo                          | Malevo                                               |
| Temporadas                  |                                |                                                      |
| Total en AFA                | 116                            | 80                                                   |
| en primera división         | 18                             | 1                                                    |
| en segunda división         | 22                             | 6                                                    |
| en tercera división         | 46                             | 37                                                   |
| en Cuarta División          | 25                             | 18                                                   |
| en Quinta División          | 5                              | 18                                                   |
| Desafiliado                 | -                              | 1                                                    |
| Títulos                     |                                |                                                      |
| Total en AFA                | 7                              | 2                                                    |
| Títulos en segunda división | 1                              | 0                                                    |
| Títulos en tercera división | 3                              | 0                                                    |
| Títulos en Cuarta División  | 3                              | 1                                                    |
| Títulos en Quinta División  | 0                              | 1                                                    |

#### Historial
- Actualizado hasta el 3 de febrero de 2024 (Riestra 0 - Barracas 1).

| Torneos | Partidos jugados | Ganados por BC | Ganados por DR | Empatados |
| ------- | ---------------- | -------------- | -------------- | --------- |
| Total   | 93               | 34             | 31             | 28        |

### Clásico contra San Telmo
Los duelos contra San Telmo también reúnen condición de clásico, ya que en los inicios del historial ambos clubes eran rivales de barrio cuando el Candombero supo estar en su barrio homónimo. El primer encuentro sucedió hace 106 años, el 20 de julio de 1919, fue empate sin goles en Olavarría y Luna, partido correspondiente al torneo de División Intermedia 1919. Este historial de 75 partidos, también se fue repitiendo en diferentes categorías manteniendo así una vieja rivalidad barrial.
Clásico... lo dijimos más arriba y así lo viven los chicos de Barracas, la proximidad de los barrios le da un condimento especial a los partidos entre ambos, encima los de Olavarría y Luna están entre los cinco clubes que San Telmo más veces enfrentó en inferiores.14 de octubre de 2017, soydetelmo.com.ar (sitio oficial).
Con equipo confirmado Barracas Central recibirá este sábado desde las 15.30 a San Telmo, por la 10ª fecha del torneo de la B metropolitana, en uno de los clásicos de barrio más antiguos del fútbol argentino.29 de septiembre de 2012, barracascentral.com (sitio oficial).

## Jugadores

### Altas y bajas 2025
| Altas             | Altas          | Altas                 |
| Jugador           | Posición       | Procedencia           |
| ----------------- | -------------- | --------------------- |
|                   |                |                       |
| Nicolás Demartini | Defensa        | CA Temperley          |
| Yonatthan Rak     | Defensa        | Central Córdoba (SdE) |
| Fernando Tobio    | Defensa        | CA Huracán            |
| Rafael Barrios    | Defensa        | Central Córdoba (SdE) |
| Tomás Porra       | Centrocampista | San Lorenzo           |
| Valentino Gandín  | Delantero      | Atlético Rafaela      |
| Nicolás Capraro   | Defensa        | Club Olimpo           |
| Nahuel Barrios    | Centrocampista | San Lorenzo           |
| Gonzalo Morales   | Delantero      | Boca Juniors          |
| Marcos Ledesma    | Portero        | Defensa y Justicia    |
| Kevin Jappert     | Defensa        | Atlético Rafaela      |
| Ignacio Tapia     | Centrocampista | CA Belgrano           |

| Bajas            | Bajas          | Bajas         |
| Jugador          | Posición       | Destino       |
| ---------------- | -------------- | ------------- |
| Lucas Brochero   | Delantero      | Boca Juniors  |
| Carlos Arce      | Centrocampista | CA Los Andes  |
| Bahiano García   | Centrocampista | CA Colegiales |
| Gonzalo Goñi     | Defensor       | Agente libre  |
| Sebastián Moyano | Portero        | Agente libre  |
| Carlos Sánchez   | Centrocampista | Retiro        |

## Datos del club

### Trayectoria
Actualizado hasta la temporada 2024 inclusive.
Total de temporadas en AFA: 116.
 Aclaración: Las temporadas no siempre son equivalentes a los años. Se registran cuatro temporadas cortas: 1986, 2014, 2016 y 2020.

- Temporadas en Primera División: 18 (1920-1934, 2022-presente)
- Temporadas en Segunda División: 22
  - en Intermedia/Extra: 8 (1912-1919)
  - en Primera B: 11 (1935-1941, 1945-1946, 1949-1950)
  - en Primera Nacional: 3 (2019/20-2021)
- Temporadas en Tercera División: 46
  - en Segunda División: 1 (1911)
  - en Primera C: 35 (1942-1944, 1947-1948, 1951-1970, 1975-1980, 1982-1985)
  - en Primera B Metropolitana: 10 (2010/11-2018/19)
- Temporadas en Cuarta División: 25
  - en Primera D: 6 (1971-1974, 1981, 1986)
  - en Primera C: 19 (1989/90, 1992/93-2009/10)
- Temporadas en Quinta División: 5
  - en Primera D: 5 (1986/87-1988/89 y 1990/91-1991/92)

#### Total
- Temporadas en Primera División: 18

- Temporadas en Segunda División: 22

- Temporadas en Tercera División: 46

- Temporadas en Cuarta División: 25

- Temporadas en Quinta División: 5

### Jugadores destacados

#### Jugadores con más partidos
| Arce, Carlos Martin           | 395 |
| Lambermont, Pablo Emilio      | 373 |
| Gómez, Sebastián Elías        | 359 |
| López, Néstor Fabián          | 238 |
| Cisneros, Ricardo Javier      | 187 |
| Cáceres Silva, Daniel Gabriel | 179 |
| Fort, Brian Ariel             | 171 |
| Bojanich, Gastón Darío        | 170 |
| Mendoza, Carlos Ariel         | 149 |
| Unzurrunzaga, Mario Fabián    | 148 |

### Goleadores históricos
| Nombre                    | Goles |
| ------------------------- | ----- |
| Ferraro, Sebastián Gastón | 46    |
| Steimbach, Juan Gustavo   | 45    |
| Altuve, Raúl Felipe       | 42    |
| Soriano, Alfredo Abel     | 42    |
| Juan Eduardo Martín       | 36    |
| Pérez, Juan Carlos        | 32    |
| Fort, Brian Ariel         | 31    |
| Del Río, Lucas Marcelo    | 29    |
| Bozzalla, José            | 27    |
| Bastiani, Gustavo César   | 27    |

### Goleadas

#### A favor
- En Primera Amateur: 7-1 a Porteño en 1927.
- En primera división: 3-0 a Instituto Atlético Central Córdoba en 2023.
- En Primera B: 7-0 a Estudiantes en 1949.
- En Primera C: 8-0 a Deportivo Huracán en 1944.
- En Primera D: 8-0 a Deportivo Paraguayo en 1973, Juventud Unida en 1973, Victoriano Arenas en 1987.

#### En contra
- En Primera Amateur: 1-7 vs Sportivo Dock Sud en 1933.
- En primera división: 1-6 vs Estudiantes de La Plata en 2022.
- En Primera B: 1-9 vs El Porvenir en 1946.
- En Primera C: 0-9 vs Sarmiento de Junín en 1977.
- En Primera C: 1-7 vs Deportivo Merlo en 2005.

## Palmarés

### Torneos nacionales
| Competiciones          | Títulos (7)          | Subtítulos (4) |
| ---------------------- | -------------------- | -------------- |
| Primera División (0/1) |                      | 1932.          |
| Segunda División (1/1) | 1919.                | 2021.          |
| Tercera División (3/0) | 1944, 1948, 2018/19. |                |
| Cuarta División (3/2)  | 1974, 1981, 2009/10. | 1947, 2003/04. |

### Otros logros
- Ascenso a Primera C por Torneo Reducido (2): 1988/89, 1991/92.

- Maximo goleador inferiores: Sebastián Gastón Ferraro (62)

### Amistosos
- Trofeo Washington Etchamendi (2022)

- Copa Cayetano Saporiti (2022)

## Logros de las divisiones inferiores

### Infantiles y juveniles
- En 2004: Campeón categoría 1987 = 6.ª División = Torneo AFA Juveniles C (Primer logro en la historia del club)
- 2005 campeón 4.ª división
- En 2006: Campeón categoría 1995 = Torneo División Infantiles AFA
- En 2008: Campeón categoría 1994 = 9.ª División = Torneo AFA Juveniles C
- En 2010: Campeón categoría 1994 = 7.ª División = Torneo AFA Juveniles C
- En 2010: Campeón categoría 1992 = 5.ª División = Torneo AFA Juveniles C
- En 2011: Campeón categoría 1994 = 6.ª División = Torneo AFA Juveniles B
- En 2022: Campeón categoría 2010 = Infantiles = Torneo AFA "Veteranos de Malvinas"

## Futsal
Comenzó a participar de los certámenes de futsal de la AFA en 2011. Actualmente milita en la primera división y es el actual campeón tras haber ganado el Campeonato de la temporada 2021.

### Historia
En 2011 se anota en Primera B. Esa misma temporada asciende a primera división, participando en la misma desde 2012 hasta el día de hoy.

#### Actualidad
En la temporada 2019, alcanzó de tercer lugar con 54 puntos y 15 triunfos, clasificando a los Playoffs por el campeonato. En los cuartos de final enfrentó a Racing y, a pesar de haber vencido en el primer partido, quedó eliminado luego de caer en el segundo encuentro y perder por penales en el tercero.
En la temporada 2020, quedó segundo en la fase de ordenamiento, ésta posición le permitió pasar a cuartos de final, luego de igualar en goles con El Talar en los octavos. Pero fue eliminado en cuartos por Kimberley.
Había iniciado la temporada 2021 con un flojo desempeño en el inconcluso torneo jugado en la primera mitad del año. Sin embargo, en el nuevo torneo clasificó a la Zona Campeonato con 19 puntos de 24 posibles.

### Palmarés
- Primera División: 1 (2021).
- Primera B: 1 (2011).